# A's Doll House
A's Doll House es el segundo miniálbum (EP) de la cantante de K-pop Ailee. Fue lanzado el 12 de julio de 2012, por YMC Entertainment y Neowiz Internet. La canción "U&I" fue usada como sencillo promocional del EP.

## Lanzamiento
El 12 de julio de 2013, Ailee lanza el miniálbum A's Doll House, así como el video musical para la canción principal "U&I".
La versión japonesa para "U&I" fue lanzado el 19 de marzo de 2014 como su segundo sencillo en Japón.

## Promoción
El 4 de julio de 2013, el adelanto del video musical para la canción "U&I" fue lanzado, mientras que el video musical completo se reveló el 11 de julio.
Las promociones para el EP comenzaron el 12 de julio de 2012 en Music Bank de KBS. Ailee también se presentó en M! Countdown de Mnet, Music Core de MBC, Show Champion e Inkigayo de SBS. El sencillo "No No No" fue escogido como parte de las promociones en programas musicales junto al segundo sencillo promocional "Rainy Day". El 24 de julio, Ailee ganó el primer lugar en el programa musical Show Champion con "U&I", además de dos premios en Music Bank.

## Desempeño en listas musicales
"U&I" se convirtió en un hit en todos los sitios de venta musical en línea, alcanzando el número uno en Melon, Mnet, Bugs, Soribada, Olleh, Naver, Daum, Monkey3 y Cyworld. La canción debutó en el puesto 9 de Gaon. Una semana después, la canción subió al puesto uno de la misma lista. "U&I" logró debutar en el puesto uno de la lista K-pop Hot 100, y se mantuvo allí por dos semanas consecutivas. "Rainy Day" alcanzó el puesto 31 en K-pop Hot 100 y "No No No" la ubicación 21 del mismo ranking.

## Lista de canciones
| N.º   | Título                                           | Letras                   | Música                      | Duración |  |
| 1.    | «U&I»                                            | Shinsadong Tiger, Kupa   | Shinsadong Tiger, Kupa      | 3:16     |  |
| 2.    | «No No No»                                       | Heo Seong Jin            | Ha Hyung Joo, Heo Seong Jin | 3:21     |  |
| 3.    | «Rainy Day»                                      | Double K, DJ R2          | DJ R2, Blacc Hole           | 3:43     |  |
| 4.    | «How Could You Do This To Me» (이런 법이 어딨어) | Rhymer, Heo Inchang      | MasterKey                   | 3:43     |  |
| 5.    | «Scandal» (열애설)                               | Kim Eana                 | JeA (Brown Eyed Girls), KZ  | 4:04     |  |
| 6.    | «I'll be OK»                                     | Yang Seung Wook, Bigtone | Yang Seung Wook, Bigtone    | 3:39     |  |
| 21:46 |                                                  |                          |                             |          |  |

## Posicionamiento en listas
| Ranking                 | Posición |
| ----------------------- | -------- |
| Gaon Weekly Album Chart | 6        |

## Ventas
| Ranking     | Ventas |
| ----------- | ------ |
| Gaon Físico | +8792  |